# Syngeneschiza omrramba
Syngeneschiza omrramba är en skalbaggsart som beskrevs av Louis Albert Péringuey 1904. Syngeneschiza omrramba ingår i släktet Syngeneschiza och familjen Melolonthidae. Inga underarter finns listade i Catalogue of Life.